# 双曲型偏微分方程
双曲型偏微分方程在物理中常常指一类二阶偏微分方程，但其在数学上有更广义的定义。另外，与双曲型偏微分方程一起被提起的常有椭圆型偏微分方程和抛物型偏微分方程。
一个比较普适的双曲型偏微分方程形式是：
{\displaystyle Au_{xx}+Bu_{xy}+Cu_{yy}+Du_{x}+Eu_{y}+Fu+G=0\,}
并满足
{\displaystyle B^{2}-4AC>0.\ }
这里暗含了假设: {\displaystyle u_{xy}=u_{yx}}。 （详见参考文献）
或
{\displaystyle Au_{xx}+2Bu_{xy}+Cu_{yy}+Du_{x}+Eu_{y}+Fu+G=0\,}
并满足
{\displaystyle B^{2}-AC>0.\ }
此类方程最典型的例子就是一维波动方程
{\displaystyle u_{tt}-c^{2}u_{xx}=0}.
上式中{\displaystyle c}是波速。